# نمودار فاینمن
|  |

نمودار فاینمن (به انگلیسی: Feynman diagram) نوعی نمودار است که از طریق چهار بعد مسیر حرکت ذرات بنیادی را نشان می‌دهد و نخستین بار توسط ریچارد فاینمن فیزیک‌دان آمریکایی استفاده شد.